# Rick Hampton
Richard Charles „Rick“ Hampton (* 14. Januar 1956 in Toronto, Ontario) ist ein ehemaliger kanadischer Eishockeyspieler, der im Verlauf seiner aktiven Karriere zwischen 1972 und 1984 unter anderem 339 Spiele für die California Golden Seals, Cleveland Barons und Los Angeles Kings in der National Hockey League auf der Position des Verteidigers bestritten hat. Seinen größten Karriereerfolg feierte Hampton, der im NHL Amateur Draft 1974 bereits an dritter Position ausgewählt worden war, im Trikot der kanadischen Nationalmannschaft mit dem Gewinn der Bronzemedaille bei der Weltmeisterschaft 1978.

## Karriere
Hampton verbrachte seine Juniorenzeit zwischen 1972 und 1974 bei den St. Catharines Black Hawks in der Ontario Hockey Association. Mit den Black Hawks, denen auch Rick Adduono, Dave Gorman und Wilf Paiement angehörten, gewann der Verteidiger am Ende der Spielzeit 1973/74 den J. Ross Robertson Cup, die Meisterschaftstrophäe der OHA. Dazu trug er in insgesamt 77 Saisoneinsätzen mit 61 Scorerpunkten einen großen Anteil bei. Folglich wurde Hampton im NHL Amateur Draft 1974 bereits an der dritten Gesamtposition von den California Golden Seals aus der National Hockey League ausgewählt.
Der 18-Jährige wechselte daraufhin zur Saison 1974/75 umgehend in die NHL zu den Golden Seals. In seiner Rookiespielzeit absolvierte er 78 Partien. Nach einem weiteren Jahr im kalifornischen Oakland wurde das Franchise nach Cleveland im Bundesstaat Ohio umgesiedelt, wo es für die folgenden zwei Jahre bis zu seiner Auflösung unter dem Namen Cleveland Barons firmierte. Nach fast 300 Einsätzen für das Franchise gingen Hamptons Transferrechte im Verlauf des NHL Dispersal Draft 1978 im Juni an die Minnesota North Stars über. Diese transferierten ihn jedoch nur einen Monat später mit Steve Jensen und Dave Gardner zu den Los Angeles Kings, um damit eine Kompensation für die Verpflichtung des Free Agents Gary Sargent an die Kings abzugeben. Für Los Angeles absolvierte er über einen Zeitraum von zwei Jahren lediglich 54 Einsätze und seine NHL-Karriere kam im Alter von 24 Jahren bereits zu einem vorzeitigen Ende.
Bereits in der Saison 1979/80 spielte der Kanadier hauptsächlich für das Farmteam der Kings in der American Hockey League, die Binghamton Dusters. Die Saison 1980/81 verbrachte er dann ausschließlich in den Minor Leagues – er lief sowohl für die New Brunswick Hawks in der AHL als auch die Houston Apollos in der Central Hockey League auf. Zum Spieljahr 1981/82 wagte Hampton den Sprung nach Europa, um seiner Karriere noch einmal neuen Schwung zu verleihen. Er schloss sich dem HC Ambrì-Piotta aus der zweitklassigen Schweizer Nationalliga B an. Mit dem HCAP gelang ihm nach vier Jahren in der Zweitklassigkeit am Saisonende der Aufstieg in die Nationalliga A. Nach der Spielzeit 1982/83, in der Ambrì wieder in die NLB abgestiegen war, kehrte Hampton nach Nordamerika zurück. Der Abwehrspieler absolvierte die Saison 1983/84 bei den Rochester Americans in der AHL, ehe er seine Karriere im Sommer 1984 im Alter von nur 28 Jahren für beendet erklärte.

### International
Für sein Heimatland nahm Hampton in den Jahren 1977 in der österreichischen Hauptstadt Wien und 1978 in der tschechoslowakischen Hauptstadt Prag an der Weltmeisterschaft teil. Nachdem er 1977 in zehn Spielen drei Scorerpunkte zum Erreichen des vierten Platzes beigetragen hatte, gewann er im folgenden Jahr mit der kanadischen Nationalmannschaft die Bronzemedaille. Dabei blieb er in zehn Turnierspielen aber punktlos.

## Erfolge und Auszeichnungen
- 1974 J.-Ross-Robertson-Cup-Gewinn mit den St. Catharines Black Hawks
- 1978 Bronzemedaille bei der Weltmeisterschaft
- 1982 Aufstieg in die Nationalliga A mit dem HC Ambrì-Piotta

## Karrierestatistik

### International
Vertrat Kanada bei:
- Weltmeisterschaft 1977
- Weltmeisterschaft 1978

(Legende zur Spielerstatistik: Sp oder GP = absolvierte Spiele; T oder G = erzielte Tore; V oder A = erzielte Assists; Pkt oder Pts = erzielte Scorerpunkte; SM oder PIM = erhaltene Strafminuten; +/− = Plus/Minus-Bilanz; PP = erzielte Überzahltore; SH = erzielte Unterzahltore; GW = erzielte Siegtore; 1 Play-downs/Relegation; Kursiv: Statistik nicht vollständig)